# Мстислав Владимирович Храбрый
Мстисла́в Влади́мирович (по прозвищу Храбрый или Удалой; ? — 1036, Чернигов; в крещении Константи́н) — князь Тмутараканский (990/1010—1036), князь Черниговский (1024—1036). Сын Владимира Святославича и (предположительно) Адельи.

## Старшинство
Мстислав был одним из младших сыновей Владимира, старше только Позвизда, Станислава и Судислава. В первом распределении столов Владимиром между старшими сыновьями не участвовал, и получил Тмутараканское княжество после смерти старшего Владимировича Вышеслава в Новгороде (не ранее ухода Всеволода волынского в Скандинавию в 994 году и не позднее упоминания Ярослава в Новгороде в 1014 году).

## Княжение в Тмутаракани
В 1016 году Мстислав боролся против хазар и помог грекам овладеть Крымом.
Затем, в 1022 году, он сражался с касогами, племенем абхазо-адыгского происхождения. Когда оба войска встретились, касожский князь Редедя вызвал Мстислава на поединок. Этот поединок воспели сказители князя Мстислава, и летописец Никон записал его детали (позднее этот эпизод упоминался также в «Слове о полку Игореве»). Соперники боролись без оружия, однако, бросив Редедю на землю, Мстислав выхватил нож и зарезал его. В честь этой победы и в честь Богородицы, какую князь молил о помощи перед битвой, Мстислав заложил каменный храм в своей столице, следы которого были выявлены при раскопках.

## Борьба и дуумвират с Ярославом

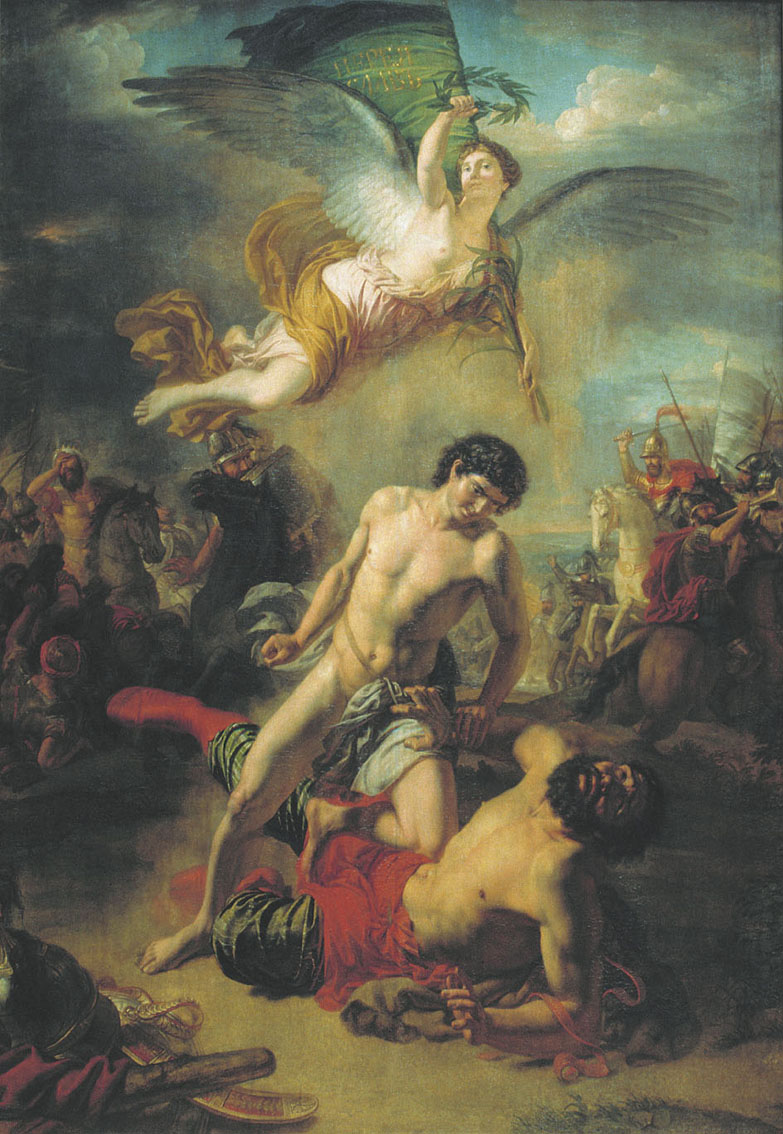
«Единоборство князя Мстислава Владимировича Удалого с косожским князем Редедей», 1812. Картина Андрея Иванова

В 1024 году Мстислав начал войну со своим братом Ярославом, киевским князем. В 1023 году, в то время, как Ярослав усмирял мятеж в Суздале, Мстислав подошёл к Киеву, однако город ему не сдался. Осаждать Киев Мстислав не стал и занял Чернигов. Усмирив мятеж в Суздале, Ярослав вернулся в Новгород, нанял варягов и двинулся против Мстислава. В 1024 году возле Листвена в Черниговской области произошла битва Мстислава с Ярославом, в которой Ярослав был побежден и бежал в Новгород.
Ярослав правил Киевом через наместников до тех пор, пока не пришёл в Киев с новым войском и не заключил мир с Мстиславом в Городце. По нему Ярославу отходил Киев и правая сторона Днепра, Мстиславу оставалась левая сторона с Черниговом и Переяславлем.
Став черниговским князем, он не обделял вниманием своих владений в Тмутаракани. В Никоновской летописи под 1029 году сообщается о победном походе Ярослава на ясов. Безусловно в первоисточнике речь шла о Мстиславе. В 1031 году русско-аланский флот появился на Каспийском море. Возле Баку был высажен десант, которому удалось разбить войско ширваншаха. Поднявшись вверх по Куре, русы и аланы вступили в землю Аррана. В Арране только что умер эмир Фадл. Его престол унаследовал сын Муса, но другой сын при поддержке ширваншаха надеялся отвоевать трон. Прибывшее войско поддержало Мусу, осадило претендента в городе Байлаканы и получило его. После этого отряд через Армению пошёл в Византию. В этой экспедиции могло принимать участие лишь войско Мстислава. Возможно, ценой поддержки Мусы Мстислав и его союзник аланский князь надеялись получить факторию в устье Куры. В 1032 году они снова появились в Арране. Но ситуация изменилась. Муса вступил в брак с дочерью ширваншаха и стал его союзником. Эмир Дербента Мансур I ибн Маймун тоже присоединился к этому союзу. Мансур состоял в браке с дочерью царя Сарира Бухт-Шише и сарирцы, которые традиционно поддерживали тмутараканско-аланский союз, тоже заняли враждебное положение..

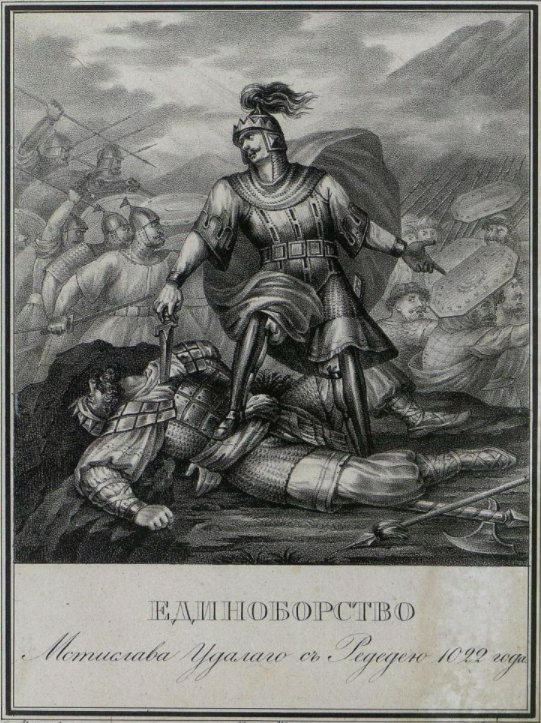
Мстислав Храбрый Тмутараканский над телом Редеди

В 1032 году было заключено соглашение между Хунзахом и аланами, которые выступили под руководством своих правителей, вместе с тмутараканскими русами. Союзники напали на Ширван и взяли силой его столицу Язидию, располагавшуюся неподалёку от современной Шемахи. В столице и «в других местах» Ширвана, воины, пришедшие с севера, перебили «свыше 10 тысяч человек и оставались в стране 10 дней, копая землю и извлекая деньги и имущество, которое жители там спрятали. Когда их руки наполнились мусульманским добром, они направились в свою страну». Войско, состоявшее из аварцев, алан и русов, возвращаясь домой через земли принадлежащие Дербентскому эмирату, решило сделать это не через низменность, а через горы. Однако, едва северяне дошли до Хучни, как были атакованы разгневанными мусульманами Дербента и прилегающих земель. Согласно «Хронике Ширвана», прибывшее войско было атаковано объединёнными силами дербентцев, лезгин и табасаранцев
Мусульманские войска во главе с дербентским эмиром Мансуром, «заняв теснины и дороги», напали на аваро-алано-русское войско и «убили многих из них: это была резня, о подобной которой никогда не упоминалось». Из «Истории Ширвана и ал-Баба», становиться известно, что мусульмане «предали их мечу, так что спаслись немногие. Они отняли у них всю военную добычу, живую и неодушевленную, которую те захватили в Ширване». Прорваться через горы сумел только небольшой отряд во главе с аланским князем. В 1033 году объединённое русско-аланское войско пробовало отомстить дербентцам, но без особого успеха.
Мстислав погиб на охоте в 1036 году и был похоронен в недостроенном соборе св. Спаса. Из Любецкого синодика известно, что крестильным именем Мстислава было Константин. Сын Мстислава Евстафий умер раньше отца, и владения Мстислава перешли к Ярославу, который, по словам летописца, стал «самовластцем в Русской земле».

## Брак и дети
Жена: Анастасия. Происхождение её не известно, но возможно она была аланкой.
Дети:
- Евстафий, умер раньше отца в 1032/1033 г.
- Татьяна, по росписи московского боярского рода Редегиных была выдана замуж за Романа, сына касожского князя Редеди.[10] Победив в войне в 1022 году Мстислав крестил сыновей Редеди Юрия и Романа и стал их крестным отцом, а Роман женился на дочери Мстислава Татьяне. Через неё многочисленные княжеские и дворянские фамилии (мифические потомки Редедичей) претендовали на кровное родство с Рюриковичами. Её имя упоминается в родословиях некоторых московских боярских родов (Белеутовых, Добрынских, Сорокоумовых-Глебовых).[11] Однако известно, что Роман погиб бездетным в битве под Лиственом между Мстиславом и Ярославом Мудрым в 1024 году.[12] Поскольку многие сведения о Редегиных являются легендарными и не подтверждены никакими другими источниками, то Веселовский считает существование Татианы недостоверным.[10]

## В искусстве
В литературе
- Кондратий Рылеев посвятил Мстиславу одну из своих дум.
- Виктор Соснора в своем поэтическом сборнике "Всадники" посвятил стихотворение победе Мстислава над Редедей.

В кино
- Ярослав Мудрый (1981; СССР) режиссёр Григорий Кохан, в роли Мстислава Константин Степанков.